# Visayashama
Visayashama (Copsychus superciliaris) är en fågel i familjen flugsnappare inom ordningen tättingar.

## Utseende och läte
Luzonshaman är en medelstor, långstjärtad tätting. Den är svart på ovansidan och stjärten, med vitt på buken och ljusskära ben. Hanen har även svart på strupe och bröst, medan honan har vit strupe med ett svart bröstband, samt även en rostfärgad fläck på övergump och ryggens nedre delArten liknar något filippinshaman, men har ett långt, vitt ögonbrynsstreck och saknar vitt på vingen. Sången är mycket varierad, med ljudliga melodiska visslingar, drillar och upprepade högljudda "chew chew chew!".

## Utbredning och systematik
Visayashaman förekommer i Filippinerna på öarna Ticao, Masbate, Panay och Negros. Den behandlades tidigare som underart till Copsychus luzoniensis, då med det svenska trivialnamnet ’’vitbrynad shama’’, men urskiljs numera allmänt som egen art.

### Släktestillhörighet
Visayashama och dess släktingar placeras traditionellt i släktet Copsychus. Flera genetiska studier visar dock att indisk shama (Saxicoloides fulicatus, tidigare kallad indisk näktergal) och roststjärtad shama (Trichixos pyrropygus) är inbäddade i släktet. De flesta taxonomiska auktoriteter inkluderar därför även dem i Copsychus.

### Familjetillhörighet
Shamor med släktingar ansågs fram tills nyligen liksom bland andra stenskvättor, stentrastar och buskskvättor vara små trastar. DNA-studier visar dock att de är marklevande flugsnappare (Muscicapidae) och förs därför numera till den familjen.

## Status och hot
Arten har ett stort utbredningsområde, men tros minska i antal, dock inte tillräckligt kraftigt för att den ska betraktas som hotad. Internationella naturvårdsunionen IUCN listar därför arten som livskraftig (LC).